# MØ
MØⓘ, właściwie Karen Marie Ørsted (ur. 13 sierpnia 1988 w Ubberud) – duńska piosenkarka i autorka tekstów.
MØ jest porównywana do electro-popowych wykonawców, takich jak np. Grimes, Purity Ring czy Shadow Twin. Pierwszy singel „Maiden” wydała w 2012 roku. Jej debiutancki album No Mythologies to Follow ukazał się 10 marca 2014 roku. Pierwszy koncert MØ w telewizji odbył się 27 marca 2013 roku, wykonała tam piosenkę „Pilgrim”. W Danii na Danish Music Awards zgarnęła cztery nagrody: Breakthrough Artist of the year, Record of the Year, Solo Artist of the Year i Music Video of the Year.
Jej pseudonim artystyczny oznacza zarówno pokojówkę, dziewicę, panienkę, jak i dziewczynę.

## Dyskografia

### Albumy studyjne
| No Mythologies to Follow                                | - Wydany: 7 marca 2014 - Wytwórnia: Chess Club, RCA Victor - Format: CD, LP, digital download, streaming   | 2 | — | 107 | 83  | 161 | 76 | —   | 58 | — | - DEN: złota płyta |
| Forever Neverland                                       | - Wydany: 19 października 2018 - Wytwórnia: Columbia - Format: CD, LP, digital download, streaming         | 1 | — | 191 | 158 | —   | —  | 167 | —  | — |                    |
| Motordrome                                              | - Wydany: 28 stycznia 2022 - Wytwórnia: Columbia - Format: Digital download, streaming                     | 9 | — | —   | —   | —   | —  | —   | —  | — |                    |
| Plæygirl                                                | - Wydany: 16 maja 2025 - Wytwórnia: Sony Music Entertainment - Format: CD, LP, digital download, streaming | — | — | —   | —   | —   | —  | —   | —  | — |                    |
| „–” oznacza, że album nie był notowany na danej liście. | |   |   |     |     |     |    |     |    |   |                    |

### Minialbumy (EP)
| Bikini Daze                                                 | - Wydany: 18 października 2013 - Wytwórnia: Chess Club, RCA Victor - Format: Digital download, LP | — | 11 |
| Spotify Sessions                                            | - Wydany: 17 lutego 2014 - Wytwórnia: Sony Music - Format: Streaming                              | — | —  |
| When I Was Young                                            | - Wydany: 26 października 2017 - Wytwórnia: Sony Music - Format: Digital download                 | 8 | —  |
| „–” oznacza, że minialbum nie był notowany na danej liście. |                                                                                                   |   |    |

### Albumy remiksowe
| Tytuł                                 | Dane dot. albumu                                                                  |
| ------------------------------------- | --------------------------------------------------------------------------------- |
| Walshy Fire Presents: MMMMØ – The Mix | - Wydany: 1 listopada 2019 - Wytwórnia: RCA - Format: Digital download, streaming |

### Single

#### Jako główna artystka
| Tytuł                                                    | Rok  | Najwyższe pozycje na listach | Najwyższe pozycje na listach | Najwyższe pozycje na listach | Najwyższe pozycje na listach | Najwyższe pozycje na listach | Najwyższe pozycje na listach | Najwyższe pozycje na listach | Najwyższe pozycje na listach | Najwyższe pozycje na listach | Certyfikaty | Album                               |
| Tytuł                                                    | Rok  | DEN                          | AUS                          | BEL (FL)                     | CAN                          | FRA                          | GER                          | NZ                           | SWE                          | UK                           | Certyfikaty | Album                               |
| -------------------------------------------------------- | ---- | ---------------------------- | ---------------------------- | ---------------------------- | ---------------------------- | ---------------------------- | ---------------------------- | ---------------------------- | ---------------------------- | ---------------------------- | --- | ----------------------------------- |
| „Glass”                                                  | 2013 | —                            | —                            | —                            | —                            | —                            | —                            | —                            | —                            | —                            | | No Mythologies to Follow            |
| „Pilgrim”                                                | 2013 | 11                           | —                            | —                            | —                            | —                            | —                            | —                            | —                            | —                            | - DEN: platynowa płyta | No Mythologies to Follow            |
| „Waste of Time”                                          | 2013 | —                            | —                            | —                            | —                            | —                            | —                            | —                            | —                            | —                            | | No Mythologies to Follow            |
| „XXX 88” (gościnnie: Diplo)                              | 2013 | —                            | —                            | —                            | —                            | —                            | —                            | —                            | —                            | —                            | | No Mythologies to Follow            |
| „Don't Wanna Dance”                                      | 2014 | 25                           | —                            | —                            | —                            | —                            | —                            | —                            | —                            | —                            | - DEN: złota płyta | No Mythologies to Follow            |
| „Say You'll Be There”                                    | 2014 | —                            | —                            | —                            | —                            | —                            | —                            | —                            | —                            | 170                          | | No Mythologies to Follow            |
| „Walk This Way”                                          | 2014 | 33                           | —                            | —                            | —                            | —                            | —                            | —                            | —                            | —                            | | No Mythologies to Follow            |
| „Kamikaze”                                               | 2015 | 16                           | 91                           | 30                           | —                            | —                            | —                            | —                            | —                            | 183                          | - DEN: platynowa płyta - POL: złota płyta | Forever Neverland (japońska edycja) |
| „Final Song”                                             | 2016 | 4                            | 12                           | 37                           | 64                           | 42                           | 16                           | 20                           | 42                           | 14                           | - DEN: 2× platynowa płyta - AUS: 3× platynowa płyta - FRA: platynowa płyta - GER: platynowa płyta - NZ: złota płyta - SWE: platynowa płyta - UK: platynowa płyta - POL: platynowa płyta - USA: złota płyta | Forever Neverland (japońska edycja) |
| „Drum”                                                   | 2016 | 21                           | —                            | —                            | —                            | —                            | —                            | —                            | —                            | 119                          | | —                                   |
| „Don’t Leave” (oraz Snakehips)                           | 2017 | 11                           | 11                           | —                            | 52                           | 71                           | 84                           | 16                           | 78                           | 27                           | - DEN: platynowa płyta - AUS: 2× platynowa płyta - NZ: złota płyta - UK: srebrna płyta | —                                   |
| „Nights with You”                                        | 2017 | 21                           | 73                           | —                            | —                            | —                            | —                            | —                            | 97                           | —                            | - DEN: złota płyta - AUS: złota płyta | Forever Neverland (japońska edycja) |
| „When I Was Young”                                       | 2017 | 37                           | —                            | —                            | —                            | —                            | —                            | —                            | —                            | —                            | | When I Was Young                    |
| „Nostalgia”                                              | 2018 | —                            | —                            | —                            | —                            | —                            | —                            | —                            | —                            | —                            | | Forever Neverland                   |
| „Sun In Our Eyes” (oraz Diplo)                           | 2018 | 36                           | —                            | —                            | —                            | —                            | —                            | —                            | —                            | —                            | - DEN: złota płyta - AUS: złota płyta | Forever Neverland                   |
| „Way Down”                                               | 2018 | —                            | —                            | —                            | —                            | —                            | —                            | —                            | —                            | —                            | | Forever Neverland                   |
| „Imaginary Friend”                                       | 2018 | —                            | —                            | —                            | —                            | —                            | —                            | —                            | —                            | —                            | | Forever Neverland                   |
| „Blur” (solo lub gościnnie: Foster The People)           | 2018 | —                            | —                            | —                            | —                            | —                            | —                            | —                            | —                            | —                            | | Forever Neverland                   |
| „Bullet with Butterfly Wings”                            | 2019 | —                            | —                            | —                            | —                            | —                            | —                            | —                            | —                            | —                            | | —                                   |
| „On & On”                                                | 2019 | —                            | —                            | —                            | —                            | —                            | —                            | —                            | —                            | —                            | | —                                   |
| „Live to Survive”                                        | 2021 | —                            | —                            | —                            | —                            | —                            | —                            | —                            | —                            | —                            | | Motordrome                          |
| „Kindness”                                               | 2021 | —                            | —                            | —                            | —                            | —                            | —                            | —                            | —                            | —                            | | Motordrome                          |
| „Brad Pitt”                                              | 2021 | —                            | —                            | —                            | —                            | —                            | —                            | —                            | —                            | —                            | | Motordrome                          |
| „Goosebumps”                                             | 2021 | —                            | —                            | —                            | —                            | —                            | —                            | —                            | —                            | —                            | | Motordrome                          |
| „New Moon” (solo lub gościnnie: Rebecca Black)           | 2022 | —                            | —                            | —                            | —                            | —                            | —                            | —                            | —                            | —                            | | Motordrome                          |
| „True Romance”                                           | 2022 | —                            | —                            | —                            | —                            | —                            | —                            | —                            | —                            | —                            | | —                                   |
| „Reckless” (oraz Gryffin)                                | 2022 | —                            | —                            | —                            | —                            | —                            | —                            | —                            | —                            | —                            | | Alive                               |
| „–” oznacza, że singel nie był notowany na danej liście. |      |                              |                              |                              |                              |                              |                              |                              |                              |                              | |                                     |

#### Jako artystka gościnna
| Tytuł                                                       | Rok  | Najwyższe pozycje na listach | Najwyższe pozycje na listach | Najwyższe pozycje na listach | Najwyższe pozycje na listach | Najwyższe pozycje na listach | Najwyższe pozycje na listach | Najwyższe pozycje na listach | Certyfikaty | Album                                |
| Tytuł                                                       | Rok  | DEN                          | AUS                          | BEL (FL)                     | CAN                          | FRA                          | UK                           | US                           | Certyfikaty | Album                                |
| ----------------------------------------------------------- | ---- | ---------------------------- | ---------------------------- | ---------------------------- | ---------------------------- | ---------------------------- | ---------------------------- | ---------------------------- | --- | ------------------------------------ |
| „One More” (Elliphant gościnnie: MØ)                        | 2014 | —                            | —                            | —                            | —                            | —                            | —                            | —                            | | Living Life Golden                   |
| „Beg for It” (Iggy Azalea gościnnie: MØ)                    | 2014 | —                            | 29                           | —                            | 44                           | —                            | 111                          | 27                           | - USA: platynowa płyta | Reclassified                         |
| „Lean On” (Major Lazer i DJ Snake gościnnie: MØ)            | 2015 | 1                            | 1                            | 2                            | 3                            | 2                            | 2                            | 4                            | - DEN: platynowa płyta - AUS: 8× platynowa płyta - BEL: 3× platynowa płyta - UK: 3× platynowa płyta - GER: 2× platynowa płyta - POL: platynowa płyta | Peace is the Mission                 |
| „Lost” (Major Lazer gościnnie: MØ)                          | 2015 | —                            | —                            | —                            | —                            | —                            | —                            | —                            | | Peace is the Mission                 |
| „Cold Water” (Major Lazer gościnnie: Justin Bieber, MØ)     | 2016 | 2                            | 1                            | 4                            | 1                            | 2                            | 1                            | 2                            | - DEN: 3× platynowa płyta - AUS: 7× platynowa płyta - POL: złota płyta                                                                               | Major Lazer Essentials               |
| „9 (After Coachella)” (Cashmere Cat gościnnie: MØ i Sophie) | 2017 | —                            | —                            | —                            | —                            | —                            | —                            | —                            | | 9                                    |
| „Get It Right” (Diplo gościnnie: MØ)                        | 2017 | —                            | 77                           | —                            | 76                           | —                            | —                            | —                            | | Major Lazer Presents: Give Me Future |
| „We Are...” (Noah Cyrus gościnnie: MØ)                      | 2018 | —                            | —                            | —                            | —                            | —                            | —                            | —                            | | —                                    |
| „Stay Open” (Diplo gościnnie: MØ)                           | 2018 | —                            | —                            | —                            | —                            | —                            | —                            | —                            | | —                                    |
| „Your Lovin” (Steel Banglez gościnnie: MØ i Yxng Bane)      | 2018 | —                            | —                            | —                            | —                            | —                            | 47                           | —                            | - UK: srebrna płyta | —                                    |
| „–” oznacza, że singel nie był notowany na danej liście.    |      |                              |                              |                              |                              |                              |                              |                              | |                                      |

### Występy gościnnie
- „Dear Boy” (Avicii) (2013)
- „You're Still a Mystery” (Bleachers) (2015)
- „Diamonds” (Eloq) (2017)
- „3am (Pull Up)” (Charli XCX) (2017)
- „Let's Get Married” (Bleachers) (2017)
- „Porsche” (Charli XCX) (2017)
- „Dance for Me” (ALMA) (2018)
- „Never Fall in Love” (Jack Antonoff) (2018)
- „Theme Song (I'm Far Away)” (2019)
- „Northern Lights” (Goss) (2019)
- „Running Wild” (Vasco) (2019)

### Inne notowane utwory
| Tytuł                                                   | Rok  | Pozycja na liście | Pozycja na liście | Album               |
| Tytuł                                                   | Rok  | BEL (FL)          | NZ                | Album               |
| ------------------------------------------------------- | ---- | ----------------- | ----------------- | ------------------- |
| „3AM (Pull Up)” (Charli XCX gościnnie: MØ)              | 2017 | –                 | –                 | Number 1 Angel      |
| „Dance for Me” (ALMA gościnnie: MØ)                     | 2018 | –                 | –                 | Heavy Rules Mixtape |
| „–” oznacza, że utwór nie był notowany na danej liście. |      |                   |                   |                     |

### Teledyski
| Tytuł                                           | Rok  | Reżyser              |
| ----------------------------------------------- | ---- | -------------------- |
| „Glass”                                         | 2013 | Casper Balslev       |
| „Let the Youth Go Mad” (Broke gościnnie: MØ)    | 2013 | Ian Isak Ploug Ochoa |
| „Pilgrim” (MS MR Remix)                         | 2013 | Esben Weile Kjær     |
| „Waste of Time”                                 | 2013 | Anders Malmberg      |
| „XXX 88” (gościnnie: Diplo)                     | 2013 | Tim Erem             |
| „Don't Wanna Dance”                             | 2014 | Georgia Hudson       |
| „Walk This Way”                                 | 2014 | Emilie Rafael        |
| „One More” (Elliphant gościnnie: MØ)            | 2014 | Tim Erem             |
| „New Year's Eve”                                | 2014 | Anne Sofie Skaaring  |
| „Lean On” (Major Lazer, DJ Snake gościnnie: MØ) | 2015 | Tim Erem             |
| „Kamikaze”                                      | 2015 | Truman & Cooper      |
| „Final Song”                                    | 2016 | Tomas Whitmore       |
| „Drum”                                          | 2016 | Georgia Hudson       |
| „Don't Leave” (Snakehips oraz MØ)               | 2017 | Malia James          |
| „Nights With You”                               | 2017 |                      |
| „Get It Right” (gościnnie: Diplo)               | 2017 |                      |
| „When I Was Young”                              | 2017 | J.A.C.K              |
| „Nostalgia” (Vertical Video)                    | 2018 |                      |
| „Sun in Our Eyes” (oraz Diplo)                  | 2018 |                      |
| „Imaginary Friend”                              | 2018 | Jonas Bang & MØ      |
| „Blur” (gościnnie: Foster The People)           | 2018 | Lauren Sick          |
| „I Want You”                                    | 2019 | Emma Rosenzweig      |
| „Beautiful Wreck”                               | 2019 | Emma Rosenzweig      |
| „Red Wine” (gościnnie: Empress Of)              | 2019 | Emma Rosenzweig      |

## Trasy koncertowe
- Fall Tour (2014)
- Forever Neverland World Tour (2019)

Jako support
- AlunaGeorge - UK Tour (2013)

- Years & Years - Communion Tour (2016)
- Sia - Nostalgic for the Present Tour (2017)
- Panic! at the Disco - Pray for the Wicked Tour (2019)